# Wirbellose
Wirbellose, Invertebrata (Evertebrata) sind die vielzelligen Tiere ohne Wirbelsäule, also alle Metazoa mit Ausnahme der Wirbeltiere (Vertebrata).
Gemeinsam machen die in dieser informellen Gruppe zusammengefassten Tiere rund 75 Prozent aller beschriebenen Lebewesen aus.
Wirbellose besiedeln – sowohl ober- als auch unterirdisch – so gut wie alle terrestrischen und aquatischen Lebensräume der Erde. Ein weiterer Unterschied zu Wirbeltieren besteht darin, dass sich viele der Wirbellosen nur einmal im Leben vermehren (Semelparität).
Innerhalb des Tierreiches erreichen wirbellose Tiere etwa einen Anteil von rund 97 Prozent aller bisher beschriebenen Spezies und werden in 31 von insgesamt 32 Stämmen beschrieben.

## Systematik
Die Wirbellosen sind keine natürliche Verwandtschaftsgruppe (Monophylum), der Ausdruck hat lediglich einen beschreibenden, nicht-systematischen Charakter.
Zu den Wirbellosen gehören zwei der drei Großgruppen (Unterstämme) der Chordatiere (Chordata) und alle Taxa der „Nicht-Chordaten“ im Tierreich.
Übersicht der Taxa (klassische Systematik)
- Gewebelose (Parazoa)
  - Schwämme (Porifera)
  - Plattentiere (Placozoa)
- Gewebetiere (Eumetazoa)
  - Radiärsymmetrische Tiere (Radiata)
    - Hohltiere (Coelenterata)
      - Rippenquallen (Ctenophora)
      - Nesseltiere (Cnidaria)

  - Bilateralsymmetrische Tiere (Bilateralia)
    - Urmünder (Protostomia)
      - Armfüßer (Brachiopoda)
      - Bärtierchen (Tardigrada)
      - Gliederfüßer (Arthropoda)
      - Igelwürmer oder Sternwürmer (Echiurida)
      - Kelchwürmer (Kamptozoa)
      - Moostierchen (Bryozoa)
      - Pfeilwürmer (Chaetognata)
      - Plattwürmer (Plathelminthes)
      - Ringelwürmer (Annelida)
      - Schlauchwürmer (Nemathelminthes)
      - Schnurwürmer (Nemertini)
      - Spritzwürmer (Sipunculida)
      - Weichtiere (Mollusca)

    - Neumünder (Deuterostomia, mit Ausnahme der Wirbeltiere)
      - Stachelhäuter (Echinodermata)
      - Kiemenlochtiere (Hemichordata)
      - Chordatiere (Chordata)
        - Manteltiere (Urochordata = Tunicata)
        - Schädellose (Cephalochordata = Acrania)